# Fotini
Fotini ist ein  griechischer, weiblicher Vorname.

## Herkunft und Bedeutung
Altgriechisch Φωτεινή
Der Name ist altgriechischen Ursprungs und bedeutet die Erleuchtete.

## Varianten
- Photini
- Photina, Fotina
- Photeini, Foteini

Der russische Name Swetlana ist die Übersetzung des griechischen Namens.

## Namenstag

### Katholisch
20. März Photina, Samariterin und Märtyrerin

### Orthodox
20. März Photina, bzw. Swetlana, Samariterin und Märtyrerin
26. Februar Photina beziehungsweise Swetlana, hl. Einsiedlerin und Nonne

### Armenisch
31. August Photina, Samariterin und Märtyrerin

### Sonstige
- Griechisch: 6. Januar

## Bekannte Namensträgerinnen
- Fotini Gennimata (1964–2021), griechische Politikerin (PASOK)
- Foteini Kolovou (* 1964), griechische Byzantinistin und Neogräzistin
- Fotini Ladaki (1952–2022), griechisch-deutsche Psychoanalytikerin und freie Autorin